# Парачі
Парачі — іранська мова, поширена в деяких населених пунктах у долинах річок Шутул, Пачаган та Гочулан на північ та північний схід від Кабулу (Афганістан). На ній розмовляють жителі сіл Ніджрау та Тагалі. Загальна чисельність мовців — близько 600 осіб.
На думку В. А. Єфімова, парачі та споріднена йому ормурі належать до північно-західної групи іранських мов, хоча деякі дослідники вважають парачі східноіранською.